# Vaterland (Gemälde)
Vaterland ist ein Gemälde des deutschen Malers und Fotografen Günther Schaefer (1954–2023). Es ist Bestandteil der East Side Gallery in Berlin.
Das Gemälde ist eine Fusion der Flagge Deutschlands und der Flagge Israels, wobei der weiße Grund letzterer durch Schwarz-Rot-Gold ersetzt ist. Schaefer malte es im März 1990 als einer der ersten Künstler der East Side Gallery auf das bekannte Teilstück der Berliner Mauer nahe der Oberbaumbrücke in Berlin-Friedrichshain. Er beabsichtigte es als ein Mahnmal gegen den Faschismus und für die deutsch-israelischen Beziehungen im Brückenschlag zwischen den Novemberpogromen 1938 und dem Mauerfall 1989. Ab 2004 integrierte er zeitweilig die Flagge Palästinas als Zeichen gegen den israelisch-palästinensischen Dauerkonflikt. Das Bild wurde oftmals durch politisch motivierte und antisemitische Parolen verunstaltet. Der Künstler entfernte die Schmierereien und stellte sein Bild mehr als 60 Mal wieder her. Später setzte er selbst den Schriftzug „Time Bomb“ (englisch für Zeitbombe) hinzu, um an die rassistischen Gewalttaten in Hoyerswerda, Mölln, Solingen, Rostock-Lichtenhagen und andernorts zu erinnern.

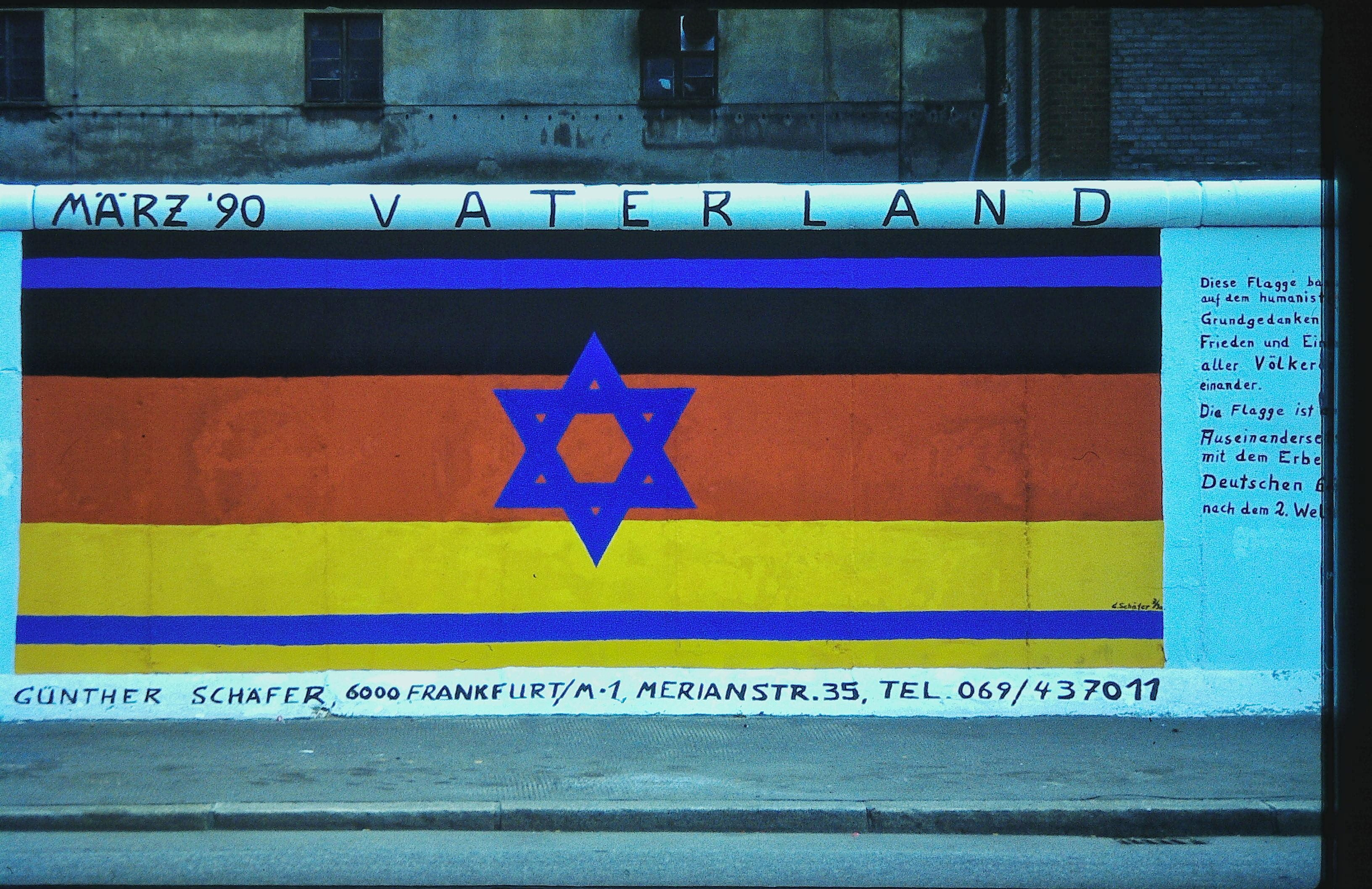
„Vaterland“ in seiner ursprünglichen Gestaltung (1990)
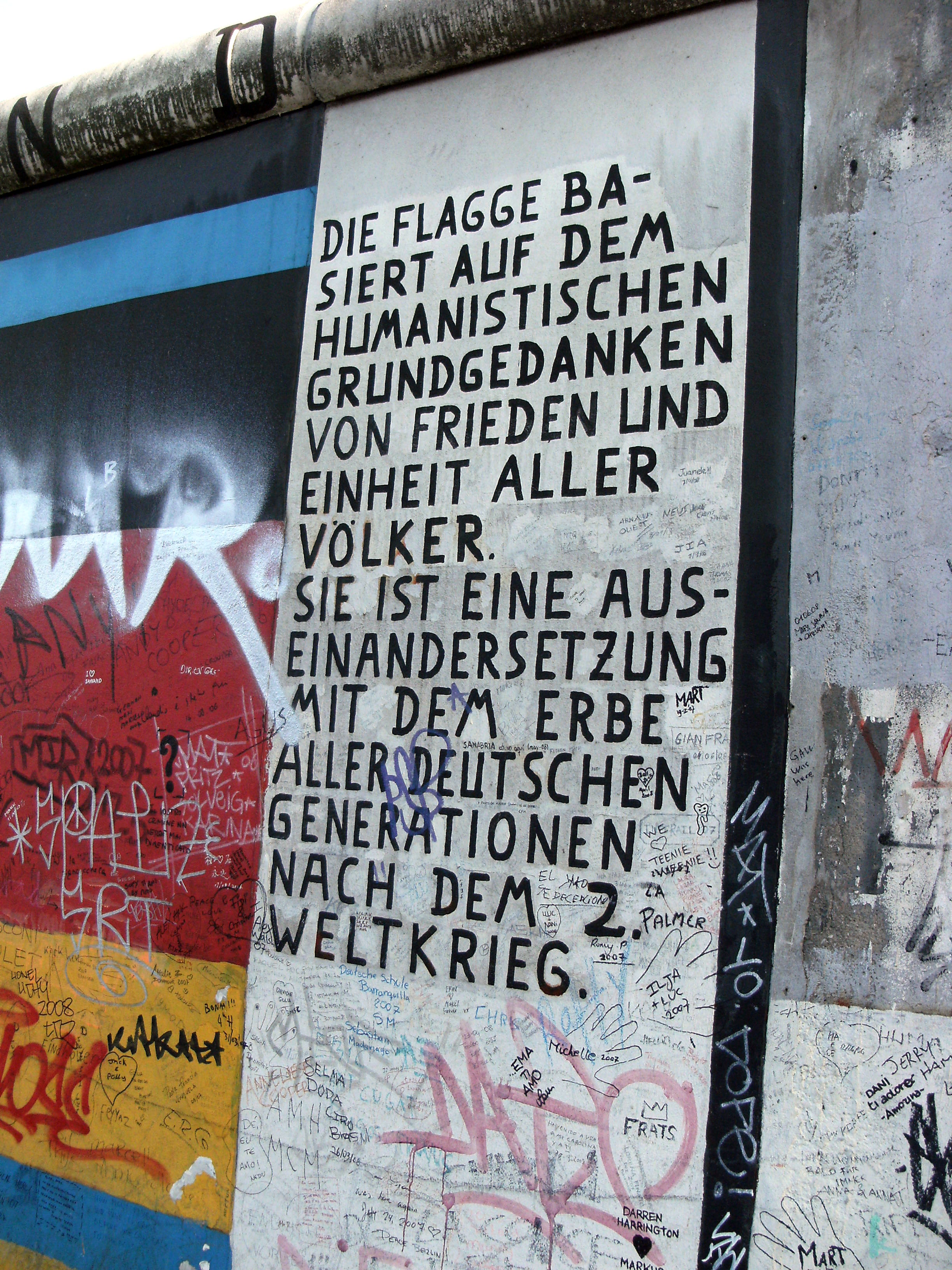
Beitext des Wandbildes
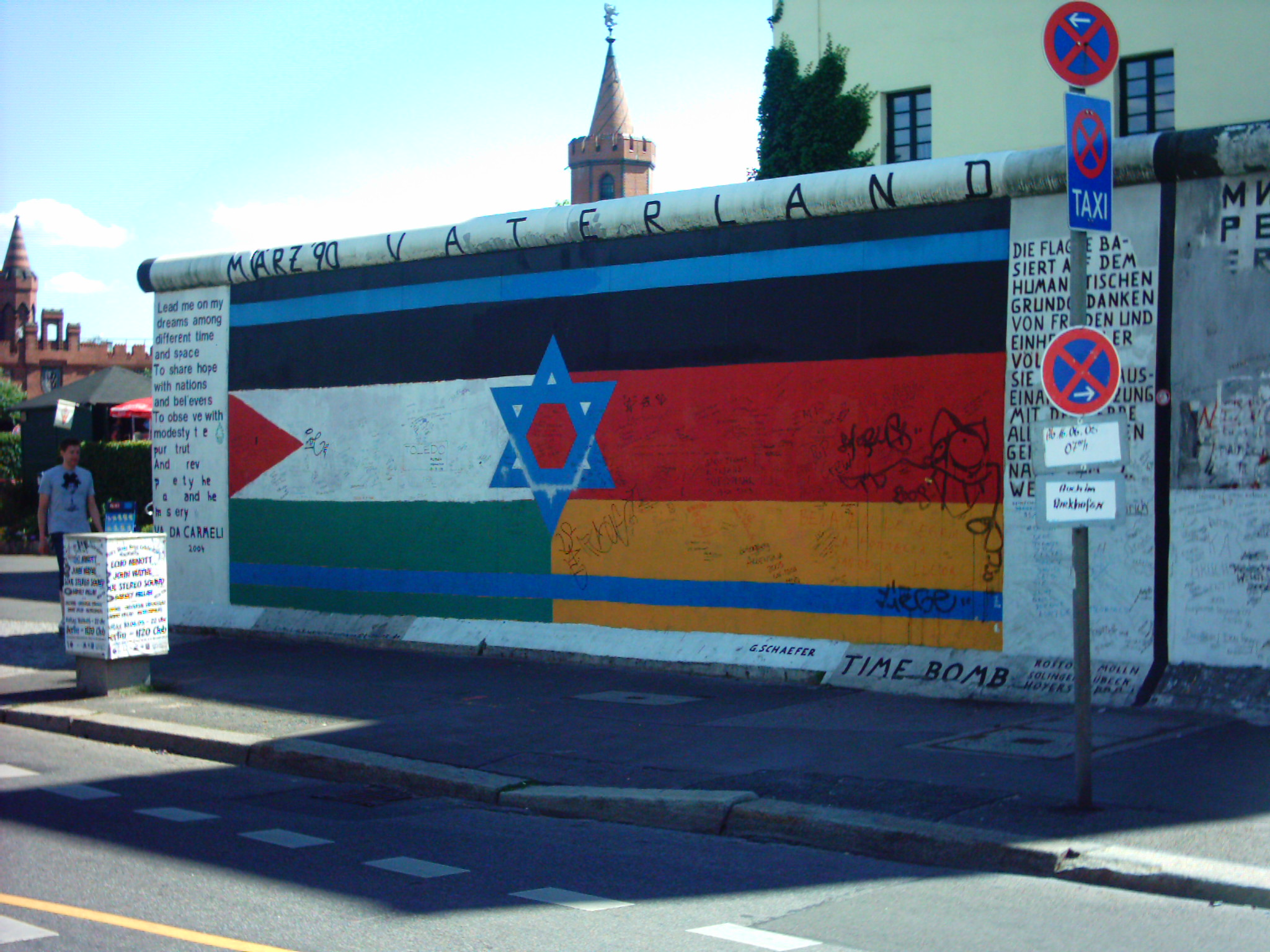
„Vaterland“ in der von Schaefer zeitweilig adaptierten Version (2005)